# O,O,O-Triphenylthiophosphat
O,O,O-Triphenylthiophosphat (TPPT) ist eine organische Verbindung aus der Gruppe der Thiophosphate.

## Synthese
Die Herstellung erfolgt typischerweise durch die Reaktion von Triphenylphosphit mit Schwefel, wobei ein Thiophosphorsäure-O-ester entsteht:
{\displaystyle {\ce {(C6H5O)3P + S -> (C6H5O)3PS}}}

## Eigenschaften
O,O,O-Triphenylthiophosphat ist ein brennbarer, schwer entzündbarer, kristalliner, weißer Feststoff, der praktisch unlöslich in Wasser ist. Er zersetzt sich bei Erhitzung über 255 °C.

## Verwendung
O,O,O-Triphenylthiophosphat wird hauptsächlich als Additiv in industriellen Schmierstoffen und Kühlschmierstoffen eingesetzt, um Metall-Metall-Kontakt zwischen beweglichen Teilen zu verhindern und die Lebensdauer von Maschinen zu erhöhen. Darüber hinaus dient die Verbindung als Stabilisator für Kunststoffe und Gummi.

## Biologische Bedeutung
Die Verbindung wirkt als Hemmstoff des Enzyms Acetylcholinesterase.